# Luck (Wisconsin)
Luck é uma vila localizada no estado norte-americano de Wisconsin, no Condado de Polk.

## Demografia
Segundo o censo norte-americano de 2000, a sua população era de 1210 habitantes.
Em 2006, foi estimada uma população de 1186, um decréscimo de 24 (-2.0%).

## Geografia
De acordo com o United States Census Bureau tem uma área de
6,3 km², dos quais 4,8 km² cobertos por terra e 1,5 km² cobertos por água. Luck localiza-se a aproximadamente 373 m acima do nível do mar.

## Localidades na vizinhança
O diagrama seguinte representa as localidades num raio de 24 km ao redor de Luck.